# Cucut reial jacobí
El cucut reial jacobí (Clamator jacobinus) és una espècie d'ocell de la família dels cucúlids (Cuculidae) que habita boscos, matolls i terres de conreu de la major part de l'Àfrica Subsahariana, el Pakistan, l'Índia, el Nepal, Bangladesh, sud del Tibet i est de Myanmar.